# Tom Williams (rugby à XV, 1859-1913)
Pour les articles homonymes, voir Tom Williams et Williams.

a Compétitions nationales et continentales officielles uniquement.

b Matchs officiels uniquement.
Thomas Williams, né le 9 octobre 1859 à Llwynypia (pays de Galles) et mort le 4 février 1913 dans la même ville, est un joueur international gallois de rugby à XV évoluant au poste d'avant.